# Bert och badbrudarna
Bert och badbrudarna är en ungdomsroman i dagboksform från maj 1993 av de svenska författarna Anders Jacobsson och Sören Olsson. Boken handlar om Bert Ljung från 5 juni till 23 augusti under det kalenderår han fyller 15 år och har sommarlov mellan 8:an och 9:an. Boken använder 1993 års almanacka enligt den gregorianska kalendern. Precis som i den föregående Berts bekännelser, som utspelar sig samma kalenderår men använder 1992 års almanacka, används kapitelnamn utöver datum. Bert och badbrudarna skrevs direkt för ett radioprogram som gjordes under norra sommaren 1992.

## Bokomslag
Bokomslaget visar Bert som simmar på botten av sjön Nöckeln med cyklop, bland diverse sjödjur, och kollar på tjejer som simmar ovanpå. Två ögon tittar fram ur en hummerburk som kastats på botten.

## Handling
Boken börjar den 5 juni, när Bert planerar inför sommaren. Bert ska studera tjejer under sommarlovet och beger sig därför till biblioteket för att låna böcker om sex. Han beger sig också till kondomeriet, en butik som säljer sexgrejer på ett skämtsamt sätt, för att låna porrtidningar, och köper vad han tror är tuggummin som liknar kondomer, men visar sig vara riktiga kondomer.
Bert åker sedan på semester till Spanien, med sin mamma och pappa samt John (Åkes pappa), Hillevi och Doris. De reser med flygplan, men hotellrummet har utsikt mot soptippen. Bert intresserar sig för två svenska tjejer, Steffa och Bella (som han först tror heter Erika och Jenny). Bella reser senare till Australien. Berts mormor åker till Florida på långsemester med Görhild.
När Bert är tillbaka i Sverige fortsätter han kolla "bikinibrudar" vid sjön Nöckeln vid Öreskoga. Heman Hunters får sparken från sin träningslokal. Bert råkar även se när Åke stoppar in gräs innanför underdelen av Louise bikini. Berts grannar har märkt hur lugnt det varit i två veckor utan Heman Hunters i källaren, och när de skall börja repa igen kastas bandet ut. Bandet lyckas dock hitta ny lokal i ett skyddsrum som är innanför ett soprum.
Bert blir sedan kär i Karolina Katarina Possén, som kommer från en rik familj och går på Butter Palms skola. Bert sommarjobbar på en kexfabrik, medan Åke säljer kokosbollar längs med en landsväg. Lill-Erik sommarjobbar på sin pappas biograf.
I augusti träffar han Nadja på en rockbandsfestival. Nadja är tillsammans med en tre år äldre kille, och spelar i ett band, men inte fiol som förr om åren.
Bert och Dödgrävarn ger sig ut på mopederna för att äta hos Dödgrävarn, då Bert bjudit Dödgrävarn innan (se Berts ytterligare betraktelser). De flyr undan en polisbil (båda saknar hjälm, och Dödgrävarn åker trimmat), och Bert skadar sig och hamnar på sjukhus, men kommer snabbt hem.
Boken slutar den 23 augusti, när Bert skall börja 9:an.

## Övrigt
- I TV-serieavsnittet "Ett långt och lyckligt liv" kan en elev i Berts skolklass ses sitta och läsa boken "Bert och badbrudarna" under lektionen, och skrattar.

### Fotnoter
1. ↑  ”Bert och badbrudarna” (på engelska). Worldcat. 10 mars 1993. https://www.worldcat.org/title/bert-och-badbrudarna/oclc/186096840&referer=brief_results. Läst 29 mars 2015.